# Géri
Pour les articles homonymes, voir Geri.
Henri Ghion, dit Géri, né le 23 mars 1934 à Anderlecht (région de Bruxelles-Capitale) et mort le 3 février 2015 à Bruxelles, est un Belge, auteur de bande dessinée.

## Biographie
Henri Ghion naît le 23 mars 1934 à Anderlecht, une commune bruxelloise.
Après avoir débuté dans une imprimerie, Géri est engagé à 16 ans comme assistant par Raymond Reding, le dessinateur de Jari. Il travaille parallèlement dans la publicité puis, en 1953 (il a 19 ans), entre aux Studios Hergé comme coloriste. Sous la direction de Bob de Moor, il participe aux décors des Aventures de Tintin. L’année suivante, après son service militaire, il devient illustrateur d’articles et de couvertures pour Le Journal de Tintin.
Guy Dessicy le recrute alors au studio de publicité Publiart, où travaille également Tibet. Cette agence utilise les personnages du Journal de Tintin pour les décliner dans des publicités. Géri réalise de plus des illustrations pour des contes, des couvertures et des nouvelles. 
En 1958, il dessine une couverture pour l'homologue féminin de Tintin, Line. En 1962, pour Junior, Géri crée Pif le Kangourou puis, en 1966 pour Tintin, il crée le Skblllz, un animal bizarre très poilu et qui pond des œufs. Selon Henri Filippini, sur le site BDzoom : « Ce chef-d’œuvre de l’absurde (un seul album chez Pepperland en 1981), sans doute en avance sur son époque, semble passer au-dessus de la tête des jeunes lecteurs de Tintin. »
Toujours en 1966, il collabore à Pilote avec des épisodes de la série humoristique Picratt scénarisés par Acar.
Géri se tourne vers la bande dessinée réaliste en 1969 en dessinant, sous le nom de Ghion, la série Mr Magellan pour Tintin et Tintin Sélection. Les deux premiers épisodes, I.T.O. et Hold-up au Vatican, sont écrits par Jean Van Hamme sous le pseudonyme de Vanham. À partir du troisième épisode, en 1971, c’est André-Paul Duchâteau qui prend le relais au scénario. En 1980, Géri écrit et dessine Lady Black face au diable ; ce récit sera sa dernière contribution à la bande dessinée. En effet, atteint d’une thrombose à l’âge de 46 ans, il est progressivement paralysé du côté droit, ce qui l’empêche de dessiner. Après 20 ans de lutte contre cette maladie, Géri apprend à peindre de la main gauche. Il se consacre depuis à la peinture.
Géri meurt le 3 février 2015 à Bruxelles, à l'âge de 80 ans,,,.

## Œuvres

### Périodiques
Les bandes dessinées et illustrations de Géri paraissent en français dans Le Journal de Tintin, Junior et Pilote. Leur version néerlandaise est publiée dans Kuifje, Ons Volkske ou Pep.

### Albums
- Mr Magellan
- 1. I.T.O., Éditions du Lombard, coll. « Vedette », Bruxelles, 1970
Scénario : Jean Van Hamme - Dessin : Géri - Couleurs : quadrichromie
- 2. Hold-up au Vatican, Éditions du Lombard, coll. « Vedette », Bruxelles, 1er trimestre  1971
Scénario : Jean Van Hamme - Dessin : Géri - Couleurs : quadrichromie
- 3. Hold-up au Vatican, Éditions du Lombard, coll. « Vedette », Bruxelles, 1972
Scénario : André-Paul Duchâteau - Dessin : Géri - Couleurs : quadrichromie
- 4. Opération Crystal, Éditions du Lombard, coll. « Vedette », Bruxelles, 3e trimestre 1972
Scénario : André-Paul Duchâteau - Dessin : Géri - Couleurs : quadrichromie
- 5. L’Île des colosses, Éditions du Lombard, coll. « Vedette », Bruxelles, 4e trimestre 1973
Scénario : André-Paul Duchâteau - Dessin : Géri - Couleurs : quadrichromie
- 6. S.O.S. Tanynka, Éditions du Lombard, coll. « Vedette », Bruxelles, 1er trimestre 1975
Scénario : André-Paul Duchâteau - Dessin : Géri - Couleurs : quadrichromie — Réédition en 1987  (ISBN 2-8036-0627-5).
- 7. La 2e Mort du pharaon, Éditions du Lombard, Bruxelles, 1981
Scénario : André-Paul Duchâteau - Dessin : Géri - Couleurs : quadrichromie
- 8. Danger cosmos, Éditions du Lombard, Bruxelles, 1981
Scénario : André-Paul Duchâteau - Dessin : Géri - Couleurs : quadrichromie
  1.  La Mer à boire (1982)
- Skblllz (Pepperland, 1981)
- Les Dossiers secrets de l’ITO (scénario André-Paul Duchâteau, Le Taupinambour et La Vache qui Médite)
  1. Le Soleil rouge (2006)  (ISBN 2350070026)
  2. Le Traité du diable (2006)  (ISBN 2350110184)
  3. Viva la révolucion ! (2007)
  4. Docteur Jivaro ! (2008)
  5. La Maison volante (2008)
  6. La Longue-vue ! (2009)
  7. Pêche en eaux troubles ! (scénario Duchâteau et Van Hamme, 2011)
- Lady Black face au diable (La Vache qui Médite, 2007)
- Baf et le facteur (La Vache qui Médite, 2010)

#### Collectifs
- Pepperland 1970 1980, Pepperland, Bruxelles, 1980
Scénario et dessin : collectif dont Géri - Couleurs : noir et blanc,Artbook. BD hommage à librairie Pepperland, titrée en page 1 : 80 chats pour Tania, 10 ans pour Pepperland. Elle présente un historique de la librairie, des photos, des strips et des dessins de chats.
- L'Agenda du Journal Tintin 1984[14], Le Lombard, Bruxelles, 1983
Scénario et dessin : collectif dont Géri - Couleurs : quadrichromie -  (ISBN 2-8036-0421-3)Participation : Skblllz.
- 35 ans du journal Tintin - 35 ans d'humour[15], Le Lombard, Bruxelles, septembre 1981
Scénario et couleurs : collectif - Dessin : collectif dont Géri,Préface de Raymond Leblanc.
- L'Aventure du journal Tintin - 40 ans de bande dessinée[16], Le Lombard, Bruxelles, novembre 1986
Scénario et couleurs : collectif - Dessin : collectif dont Géri -  (ISBN 2-8036-0574-0),Participation : Mr Magellan.

### Exposition collective
- L’univers de la Bande dessinée organisée à l'occasion des 25 ans du journal Tintin, Passage 44, Bruxelles, octobre 1971[17].